# 瓦列里·布甘巴
瓦列里·拉姆舒霍维奇·布甘巴（1953年8月26日—），前阿布哈兹人民议会发言人、代理总统。他在2012年4月当选为人民议会发言人，2014年6月1日在阿布哈兹陷入政治危机、前总统亚历山大·安克瓦布辞职后起就任代理总统。继任者是阿布哈兹8月大选中当选的劳尔·哈津巴，于2014年9月上任。曾任阿布哈兹总理。2020年1月哈津巴辞职后，再次代理总统。

## 早年
1953年8月26日他出生在阿布哈兹加格拉区的布齐布，1971年至1976年期间就读于库班国家农业大学。

## 政治经历
1991年他成为阿布哈兹最高苏维埃的一员，并于1998年和2001年两次当选加格拉区的议会主席。2002年12月他接替被调往国家关税委员会的格里戈里·埃尼科成为加格拉区的区长，2006年5月25日辞职，由阿斯塔穆尔·科茨巴继任。2007年3月被选入阿布哈兹人民议会，且在2012年的改选中保住了席位。他在4月3日召开的第五届集会第一次会议中击败劳尔·哈季马当选发言人，前任议长努格扎尔·阿舒巴也未能连任。2014年4月至6月，阿布哈兹陷入政治危机，反对派向政府发出最后通牒，要求实施改革。总统亚历山大·安克瓦布和总理列昂尼德·拉克尔巴亚与6月初纷纷辞职，布甘巴出任代理总统一职。大选定于2014年8月24日举行，选出新总统哈津巴。2018年9月，当选为阿布哈兹共和国总理。

### 总理生涯
他于2018年9月18日成为阿布哈兹总理。
继哈津巴于2020年1月12日辞职后，布甘巴于1月13日被任命为代理总统。 还计划于3月22日举行2020阿布哈兹总统选举。